# Карім Белларабі
Карім Белларабі (нім. Karim Bellarabi, нар. 8 квітня 1990, Берлін) — німецький футболіст ганійсько-марокканського походження, нападник клубу «Баєр 04» та національної збірної Німеччини.

## Ігрова кар'єра
Народився 8 квітня 1990 року в місті Берлін. Вихованець юнацьких команд футбольних клубів «Гухтінг», «Вердер» та «Обернойланд».
У дорослому футболі дебютував 2008 року виступами за команду брауншвейзького «Айнтрахта», в якій провів три сезони, взявши участь у 38 матчах чемпіонату. 
До складу клубу «Баєр 04» приєднався 2011 року. Наразі встиг відіграти за команду з Леверкузена 136 матчів в національному чемпіонаті.